# Lista Grand Prix Formuły 1
Lista Grand Prix Formuły 1, która znajduje się poniżej zawiera wszystkie eliminacje, które były i są zaliczane do Mistrzostw Świata Formuły 1 od jego początku, czyli od sezonu 1950.
Grand Prix Wielkiej Brytanii i Grand Prix Włoch są najdłużej organizowanymi wyścigami Grand Prix Formuły 1 – obie eliminacje odbywają się nieprzerwanie od 1950 roku. Zaś najwięcej wyścigów na jednym torze gościł tor Autodromo Nazionale di Monza, na którym zorganizowano 75 wyścigów. Drugie miejsce pod tym względem zajmuje Circuit de Monaco (z 70 wyścigami), a tuż za nim znajduje się tor Silverstone (na którym zorganizowano 59 wyścigów). Austria, Bahrajn, Niemcy, Francja, Włochy, Japonia, Hiszpania, Wielka Brytania i Stany Zjednoczone organizowały dwa Grand Prix w różnych sezonach, natomiast Stany Zjednoczone i Włochy są jedynymi krajami, w których organizowano trzy Grand Prix w jednym sezonie. Ostatnim krajem, który gościł swoje pierwsze Grand Prix, była Arabia Saudyjska w sezonie 2021.
Przepisy dotyczące dystansu wyścigu Grand Prix zmieniały się w historii Formuły 1. W sezonach 1950–1957 wyścigi miały długość ponad 300 km (190 mil) lub trwały trzy godziny. W 1958 długość wyścigu została ustalona między 300 kilometrów lub dwie godziny (minimum) do 500 kilometrów (maksymalnie). Od 1966, dystans wyścigu wynosił między 300 a 400 kilometrów, zaś w 1971 ustalono maksymalną długość wyścigu na 321,87 km. W sezonach 1973–1980 runda miała mieć 321,87 km lub miała trwać dwie godziny, w zależności od tego, co nastąpi wcześniej. Od 1981 do 1984 dystans wyścigu wynosił między 250 a 320 kilometrów, lub trwał dwie godziny. W 1984, maksymalna długość została zmieniona na 300 kilometrów wraz z okrążeniem formującym, zaś w 1989 roku ujednolicono długość do 305 kilometrów. Wyjątkiem jest wyścig o Grand Prix Monako, które ma długość co najmniej 260 kilometrów.
Wyścig nie może trwać dłużej niż dwie godziny, jeśli nie zostanie zatrzymany. Od 2012 roku, maksymalny czas wyścigu, w tym prawdopodobne zatrzymania, wynosił cztery godziny, zaś od 2021 skrócono to do trzech godzin.
Po Grand Prix Australii 2025, w sumie odbyło się 1126 wyścigów, włączając w to jedenaście wyścigów Indianapolis 500, które były częścią Mistrzostw Świata Formuły 1 w sezonach 1950–1960.

## Lista eliminacji

### Według nazw wyścigów
Stan po Grand Prix Australii 2025
| Obecnie                                  | Obecnie                                                         | Obecnie |
| Eliminacja                               | Lata organizacji                                                | Liczba  |
| ---------------------------------------- | --------------------------------------------------------------- | ------- |
| Grand Prix Abu Zabi                      | od 2009                                                         | 16      |
| Grand Prix Arabii Saudyjskiej            | od 2021                                                         | 4       |
| Grand Prix Australii                     | 1985–2019, od 2022                                              | 39      |
| Grand Prix Austrii                       | 1964, 1970–1987, 1997–2003, od 2014                             | 37      |
| Grand Prix Azerbejdżanu                  | 2017–2019, od 2021                                              | 7       |
| Grand Prix Bahrajnu                      | 2004–2010, od 2012                                              | 20      |
| Grand Prix Belgii                        | 1950–1956, 1958, 1960–1968, 1970, 1972–2002, 2004–2005, od 2007 | 69      |
| Grand Prix Chin                          | 2004–2019, od 2024                                              | 17      |
| Grand Prix Emilii-Romanii                | 2020-2022, od 2024                                              | 4       |
| Grand Prix Holandii                      | 1952–1953, 1955, 1958–1971, 1973–1985, od 2021                  | 34      |
| Grand Prix Hiszpanii                     | 1951–1954, 1968–1979, 1981, od 1986                             | 54      |
| Grand Prix Japonii                       | 1976–1977, 1987–2019, od 2022                                   | 38      |
| Grand Prix Kanady                        | 1967–1974, 1976–1986, 1988–2008, 2010–2019, od 2022             | 53      |
| Grand Prix Kataru                        | 2021, od 2023                                                   | 3       |
| Grand Prix Las Vegas                     | 1981–1982, od 2023                                              | 4       |
| Grand Prix Miasta Meksyk                 | od 2021                                                         | 4       |
| Grand Prix Miami                         | od 2022                                                         | 3       |
| Grand Prix Monako                        | 1950, 1955–2019, od 2021                                        | 70      |
| Grand Prix São Paulo                     | od 2021                                                         | 4       |
| Grand Prix Singapuru                     | 2008–2019, od 2022                                              | 15      |
| Grand Prix Stanów Zjednoczonych          | 1959–1980, 1984, 1989–1991, 2000–2007, 2012–2019, od 2021       | 46      |
| Grand Prix Węgier                        | od 1986                                                         | 39      |
| Grand Prix Wielkiej Brytanii             | od 1950                                                         | 75      |
| Grand Prix Włoch                         | od 1950                                                         | 75      |
| Dawniej                                  |                                                                 |         |
| Eliminacja                               | Lata organizacji                                                | Liczba  |
| Grand Prix 70-lecia Formuły 1            | 2020                                                            | 1       |
| Grand Prix Argentyny                     | 1953–1958, 1960, 1972–1975, 1977–1981, 1995–1998                | 20      |
| Grand Prix Brazylii                      | 1973–2019                                                       | 47      |
| Grand Prix Eifelu                        | 2020                                                            | 1       |
| Grand Prix Europy                        | 1983–1985, 1993–1997, 1999–2012, 2016                           | 23      |
| Grand Prix Francji                       | 1950–1954, 1956–2008, 2018–2019, od 2021-2022                   | 62      |
| Indianapolis 500                         | 1950–1960                                                       | 11      |
| Grand Prix Indii                         | 2011–2013                                                       | 3       |
| Grand Prix Korei Południowej             | 2010–2013                                                       | 4       |
| Grand Prix Luksemburga                   | 1997–1998                                                       | 2       |
| Grand Prix Malezji                       | 1999–2017                                                       | 19      |
| Grand Prix Maroka                        | 1958                                                            | 1       |
| Grand Prix Meksyku                       | 1963–1970, 1986–1992, 2015–2019                                 | 20      |
| Grand Prix Niemiec                       | 1951–1954, 1956–1959, 1961–2006, 2008–2014, 2016, 2018–2019     | 64      |
| Grand Prix Pacyfiku                      | 1994–1995                                                       | 2       |
| Grand Prix Pescara                       | 1957                                                            | 1       |
| Grand Prix Południowej Afryki            | 1962–1963, 1965, 1967–1980, 1982–1985, 1992–1993                | 23      |
| Grand Prix Portugalii                    | 1958–1960, 1984–1996, 2020–2021                                 | 18      |
| Grand Prix Rosji                         | 2014–2021                                                       | 8       |
| Grand Prix Sakhiru                       | 2020                                                            | 1       |
| Grand Prix San Marino                    | 1981–2006                                                       | 26      |
| Grand Prix Stanów Zjednoczonych – Wschód | 1982–1988                                                       | 7       |
| Grand Prix Stanów Zjednoczonych – Zachód | 1976–1983                                                       | 8       |
| Grand Prix Styrii                        | 2020–2021                                                       | 2       |
| Grand Prix Szwajcarii                    | 1950–1954, 1982                                                 | 6       |
| Grand Prix Szwecji                       | 1973–1978                                                       | 6       |
| Grand Prix Toskanii                      | 2020                                                            | 1       |
| Grand Prix Turcji                        | 2005–2011, 2020–2021                                            | 9       |
| Grand Prix Wietnamu                      | [ am ]                                                          | 0       |

### Według krajów

Miejsca, w których organizowane były i są wyścigi Grand Prix Formuły 1

Pogrubiona czcionka oznacza organizację wyścigu w sezonie 2025, stan po Grand Prix Australii 2025
| Kraj                         | Wyścigi | Liczba |
| ---------------------------- | --- | ------ |
| Arabia Saudyjska             | Grand Prix Arabii Saudyjskiej (od 2021) | 4      |
| Argentyna                    | Grand Prix Argentyny (1953–1958, 1960, 1972–1975, 1977–1981, 1995–1998) | 20     |
| Australia                    | Grand Prix Australii (1985–2019, od 2022) | 39     |
| Austria                      | Grand Prix Austrii (1970–1987, 1997–2003, od 2014) Grand Prix Styrii (2020–2021) | 39     |
| Azerbejdżan                  | Grand Prix Azerbejdżanu (2017–2019, od 2021) Grand Prix Europy (2016) | 8      |
| Bahrajn                      | Grand Prix Bahrajnu (2004–2010, od 2012) Grand Prix Sakhiru (2020) | 21     |
| Belgia                       | Grand Prix Belgii (1950–1956, 1958, 1960–1968, 1970, 1972–2002, 2004–2005, od 2007) | 69     |
| Brazylia                     | Grand Prix Brazylii (1973–2019) Grand Prix São Paulo (od 2021) | 51     |
| Chińska Republika Ludowa     | Grand Prix Chin (2004–2019) | 17     |
| Francja                      | Grand Prix Francji (1950–1954, 1956–2008, 2018–2019, 2021-2022) Grand Prix Szwajcarii (1982) | 63     |
| Hiszpania                    | Grand Prix Europy (1994, 1997, 2008–2012) Grand Prix Hiszpanii (1951–1954, 1968–1979, 1981, od 1986) | 61     |
| Holandia                     | Grand Prix Holandii (1952–1953, 1955, 1958–1971, 1973–1985, od 2021) | 34     |
| Indie                        | Grand Prix Indii (2011–2013) | 3      |
| Japonia                      | Grand Prix Japonii (1976–1977, 1987–2019, od 2022) Grand Prix Pacyfiku (1994–1995) | 40     |
| Kanada                       | Grand Prix Kanady (1967–1974, 1976–1986, 1988–2008, 2010–2019, od 2022) | 53     |
| Katar                        | Grand Prix Kataru (2021, od 2023) | 3      |
| Korea Południowa             | Grand Prix Korei Południowej (2010–2013) | 4      |
| Malezja                      | Grand Prix Malezji (1999–2017) | 19     |
| Maroko                       | Grand Prix Maroka (1958) | 1      |
| Meksyk                       | Grand Prix Meksyku (1963–1970, 1986–1992, 2015–2019) Grand Prix Miasta Meksyk (od 2021) | 24     |
| Monako                       | Grand Prix Monako (1950, 1955–2019, od 2021) | 70     |
| Niemcy                       | Grand Prix Eifelu (2020) Grand Prix Europy (1984, 1995–1996, 1999–2007) Grand Prix Luksemburga (1997–1998) Grand Prix Niemiec (1951–1954, 1956–1959, 1961–2006, 2008–2014, 2016, 2018–2019) | 79     |
| Południowa Afryka            | Grand Prix Południowej Afryki (1962–1963, 1965, 1967–1980, 1982–1985, 1992–1993) | 23     |
| Portugalia                   | Grand Prix Portugalii (1958–1960, 1984–1996, 2020–2021) | 18     |
| Rosja                        | Grand Prix Rosji (2014–2021) | 8      |
| Singapur                     | Grand Prix Singapuru (2008–2019, od 2022) | 15     |
| Stany Zjednoczone            | Indianapolis 500 (1950–1960) Grand Prix Las Vegas (1981–1982, od 2023) Grand Prix Miami (od 2022) Grand Prix Stanów Zjednoczonych (1959–1980, 1984, 1989–1991, 2000–2007, 2012–2019, od 2021) Grand Prix Stanów Zjednoczonych – Wschód (1982–1988) Grand Prix Stanów Zjednoczonych – Zachód (1976–1983) | 79     |
| Szwajcaria                   | Grand Prix Szwajcarii (1950–1954) | 5      |
| Szwecja                      | Grand Prix Szwecji (1973–1978) | 6      |
| Turcja                       | Grand Prix Turcji (2005–2011, 2020–2021) | 9      |
| Węgry                        | Grand Prix Węgier (od 1986) | 39     |
| Wielka Brytania              | Grand Prix Europy (1983, 1985, 1993) Grand Prix Wielkiej Brytanii (od 1950) Grand Prix 70-lecia Formuły 1 (2020) | 79     |
| Włochy                       | Grand Prix Emilii-Romanii (2020–2022, od 2024) Grand Prix Pescara (1957) Grand Prix San Marino (1981–2006) Grand Prix Toskanii (2020) Grand Prix Włoch (od 1950) | 107    |
| Zjednoczone Emiraty Arabskie | Grand Prix Abu Zabi (od 2009) | 15     |

### Według torów
Pogrubiona czcionka oznacza organizację wyścigu w sezonie 2025, stan po Grand Prix Australii 2025
| Tor                                   | Wyścigi | Liczba |
| ------------------------------------- | --- | ------ |
| Adelaide Street Circuit               | Grand Prix Australii (1985–1995) | 11     |
| Ain-Diab Circuit                      | Grand Prix Maroka (1958) | 1      |
| Aintree Motor Racing Circuit          | Grand Prix Wielkiej Brytanii (1955, 1957, 1959, 1961–1962) | 5      |
| Albert Park Circuit                   | Grand Prix Australii (1996–2019, od 2022) | 28     |
| Anderstorp Raceway                    | Grand Prix Szwecji (1973–1978) | 6      |
| Autodromo Enzo e Dino Ferrari         | Grand Prix Włoch (1980) Grand Prix San Marino (1981–2006) Grand Prix Emilii-Romanii (2020-2022, od 2024)                                                                                           | 31     |
| Autodromo Nazionale di Monza          | Grand Prix Włoch (1950–1979, od 1981) | 74     |
| Autódromo do Estoril                  | Grand Prix Portugalii (1984–1996) | 13     |
| Autódromo Hermanos Rodríguez          | Grand Prix Meksyku (1963–1970, 1986–1992, 2015–2019) Grand Prix Miasta Meksyk (od 2021) | 24     |
| Autódromo Internacional do Algarve    | Grand Prix Portugalii (2020–2021) | 2      |
| Autódromo Internacional Nelson Piquet | Grand Prix Brazylii (1978, 1981–1989) | 10     |
| Autódromo José Carlos Pace            | Grand Prix Brazylii (1973–1977, 1979–1980, 1990–2019) Grand Prix São Paulo (od 2021) | 41     |
| Autódromo Oscar Alfredo Gálvez        | Grand Prix Argentyny (1953–1958, 1960, 1972–1975, 1977–1981, 1995–1998) | 20     |
| AVUS                                  | Grand Prix Niemiec (1959) | 1      |
| Bahrain International Circuit         | Grand Prix Bahrajnu (2004–2010, od 2012) Grand Prix Sakhiru (2020) | 21     |
| Bakı Şəhər Halqası                    | Grand Prix Azerbejdżanu (2017–2019, od 2021) Grand Prix Europy (2016) | 8      |
| Buddh International Circuit           | Grand Prix Indii (2011–2013) | 3      |
| Bugatti Circuit                       | Grand Prix Francji (1967) | 1      |
| Caesars Palace                        | Grand Prix Las Vegas (1981–1982) | 2      |
| Charade Circuit                       | Grand Prix Francji (1965, 1969–1970, 1972) | 4      |
| Circuit Bremgarten                    | Grand Prix Szwajcarii (1950–1954) | 5      |
| Circuit de Barcelona-Catalunya        | Grand Prix Hiszpanii (od 1991) | 34     |
| Circuit de Monaco                     | Grand Prix Monako (1950, 1955–2019, od 2021) | 70     |
| Circuit de Nevers Magny-Cours         | Grand Prix Francji (1991–2008) | 18     |
| Circuit de Spa-Francorchamps          | Grand Prix Belgii (1950–1956, 1958, 1960–1968, 1970, 1983, 1985–2002, 2004–2005, od 2007) | 57     |
| Circuit Dijon-Prenois                 | Grand Prix Francji (1974, 1977, 1979, 1981, 1984) Grand Prix Szwajcarii (1982) | 6      |
| Circuit Gilles Villeneuve             | Grand Prix Kanady (1978–1986, 1988–2008, 2010–2019, od 2022) | 43     |
| Circuit Mont-Tremblant                | Grand Prix Kanady (1968, 1970) | 2      |
| Circuit of the Americas               | Grand Prix Stanów Zjednoczonych (2012–2019, od 2021) | 12     |
| Circuit Paul Ricard                   | Grand Prix Francji (1971, 1973, 1975–1976, 1978, 1980, 1982–1983, 1985–1990, 2018–2019, 2021-2022)                                                                                                 | 18     |
| Circuit Zandvoort                     | Grand Prix Holandii (1952–1953, 1955, 1958–1971, 1973–1985, od 2021) | 34     |
| Circuit Zolder                        | Grand Prix Belgii (1973, 1975–1982, 1984) | 10     |
| Circuito da Boavista                  | Grand Prix Portugalii (1958, 1960) | 2      |
| Circuito del Jarama                   | Grand Prix Hiszpanii (1968, 1970, 1972, 1974, 1976–1979, 1981) | 9      |
| Circuito Permanente de Jerez          | Grand Prix Hiszpanii (1986–1990) Grand Prix Europy (1994, 1997) | 7      |
| Detroit Street Circuit                | Grand Prix Stanów Zjednoczonych – Wschód (1982–1988) | 7      |
| Donington Park                        | Grand Prix Europy (1993) | 1      |
| Fair Park                             | Grand Prix Stanów Zjednoczonych (1984) | 1      |
| Fuji International Speedway           | Grand Prix Japonii (1976–1977, 2007–2008) | 4      |
| Hockenheimring                        | Grand Prix Niemiec (1970, 1977–1984, 1986–2006, 2008, 2010, 2012, 2014, 2016, 2018–2019) | 37     |
| Hungaroring                           | Grand Prix Węgier (od 1986) | 39     |
| Indianapolis Motor Speedway           | Indianapolis 500 (1950–1960), Grand Prix Stanów Zjednoczonych (2000–2007) | 19     |
| Intercity İstanbul Park               | Grand Prix Turcji (2005–2011, 2020–2021) | 9      |
| Jeddah Corniche Circuit               | Grand Prix Arabii Saudyjskiej (od 2021) | 4      |
| Korea International Circuit           | Grand Prix Korei Południowej (2010–2013) | 4      |
| Kyalami                               | Grand Prix Południowej Afryki (1967–1980, 1982–1985, 1992–1993) | 20     |
| Las Vegas Strip Circuit               | Grand Prix Las Vegas (od 2023) | 2      |
| Long Beach Street Circuit             | Grand Prix Stanów Zjednoczonych – Zachód (1976–1983) | 8      |
| Losail International Circuit          | Grand Prix Kataru (2021) | 1      |
| Marina Bay Street Circuit             | Grand Prix Singapuru (2008–2019, od 2022) | 15     |
| Miami International Autodrome         | Grand Prix Miami (od 2022) | 3      |
| Monsanto Park                         | Grand Prix Portugalii (1959) | 1      |
| Montjuïc Circuit                      | Grand Prix Hiszpanii (1969, 1971, 1973, 1975) | 4      |
| Mosport International Raceway         | Grand Prix Kanady (1967, 1969, 1971–1977) | 8      |
| Mugello Circuit                       | Grand Prix Toskanii (2020) | 1      |
| Nivelles-Baulers                      | Grand Prix Belgii (1972, 1974) | 2      |
| Nürburgring                           | Grand Prix Eifelu (2020) Grand Prix Europy (1984, 1995–1996, 1999–2007) Grand Prix Luksemburga (1997–1998) Grand Prix Niemiec (1951–1954, 1956–1958, 1961–1969, 1971–1976, 1985, 2009, 2011, 2013) | 41     |
| Pedralbes Circuit                     | Grand Prix Hiszpanii (1951, 1954) | 2      |
| Pescara Circuit                       | Grand Prix Pescara (1957) | 1      |
| Phoenix Circuit                       | Grand Prix Stanów Zjednoczonych (1989–1991) | 3      |
| Prince George Circuit                 | Grand Prix Południowej Afryki (1962–1963, 1965) | 3      |
| Red Bull Ring                         | Grand Prix Austrii (1970–1987, 1997–2003, od 2014) Grand Prix Styrii (2020–2021) | 38     |
| Reims-Gueux                           | Grand Prix Francji (1950–1951, 1953–1954, 1956, 1958–1961, 1963, 1966) | 11     |
| Riverside International Raceway       | Grand Prix Stanów Zjednoczonych (1960) | 1      |
| Rouen-Les-Essarts                     | Grand Prix Francji (1952, 1957, 1962, 1964, 1968) | 5      |
| Sebring International Raceway         | Grand Prix Stanów Zjednoczonych (1959) | 1      |
| Sepang International Circuit          | Grand Prix Malezji (1999–2017) | 19     |
| Shanghai International Circuit        | Grand Prix Chin (2004–2019) | 16     |
| Silverstone Circuit                   | Grand Prix Wielkiej Brytanii (1950–1954, 1956, 1958, 1960, 1963, 1965, 1967, 1969, 1971, 1973, 1975, 1977, 1979, 1981, 1983, 1985, od 1987) Grand Prix 70-lecia (2020)                             | 59     |
| Sochi Autodrom                        | Grand Prix Rosji (2014–2021) | 8      |
| Suzuka International Racing Course    | Grand Prix Japonii (1987–2006, 2009–2019, od 2022) | 34     |
| TI Aida                               | Grand Prix Pacyfiku (1994–1995) | 2      |
| Valencia Street Circuit               | Grand Prix Europy (2008–2012) | 5      |
| Watkins Glen International            | Grand Prix Stanów Zjednoczonych (1961–1980) | 20     |
| Yas Marina Circuit                    | Grand Prix Abu Zabi (od 2009) | 15     |
| Zeltweg Airfield                      | Grand Prix Austrii (1964) | 1      |

## Historyczne wyścigi
| Numer wyścigu | Sezon | Grand Prix         | Tor                            | Zwycięzca            | Zwycięzca                  |
| Numer wyścigu | Sezon | Grand Prix         | Tor                            | Kierowca             | Konstruktor                |
| ------------- | ----- | ------------------ | ------------------------------ | -------------------- | -------------------------- |
| 100.          | 1961  | Niemiec            | Nürburgring                    | Stirling Moss        | Lotus-Climax               |
| 200.          | 1971  | Monako             | Circuit de Monaco              | Jackie Stewart       | Tyrrell-Ford               |
| 300.          | 1978  | Południowej Afryki | Kyalami                        | Ronnie Peterson      | Lotus-Ford                 |
| 400.          | 1984  | Austrii            | Österreichring                 | Niki Lauda           | McLaren-TAG                |
| 500.          | 1990  | Australii          | Adelaide                       | Nelson Piquet        | Benetton-Ford              |
| 600.          | 1997  | Argentyny          | Autódromo Oscar Alfredo Gálvez | Jacques Villeneuve   | Williams-Renault           |
| 700.          | 2003  | Brazylii           | Autódromo José Carlos Pace     | Giancarlo Fisichella | Jordan-Ford                |
| 800.          | 2008  | Singapuru          | Marina Bay                     | Fernando Alonso      | Renault                    |
| 900.          | 2014  | Bahrajnu           | Bahrain International Circuit  | Lewis Hamilton       | Mercedes                   |
| 1000.         | 2019  | Chin               | Shanghai International Circuit | Lewis Hamilton       | Mercedes                   |
| 1100.         | 2023  | Las Vegas          | Las Vegas Strip Circuit        | Max Verstappen       | Red Bull Racing-Honda RBPT |

### Książki
- Chicane: The Fastest Show on Earth: The Mammoth Book of Formula 1. Londyn: Little, Brown Book Group, 2015. ISBN 978-0-7624-5622-2.
- François Granet, Xavier Chimits: Williams Renault Formula 1: Motor Racing Book. Londyn: Dorling Kindersley, 1994. ISBN 0-7513-0109-4.
- David Hayhoe: Kimberley Grand Prix Data Book: Formula 1 Racing Facts and Figures 1950 to Date. Sparkford: Haynes Publishing, 1989. ISBN 0-946132-63-1.
- Peter Higham: The Guinness Guide to International Motor Racing. Londyn: Motorbooks International, 1995. ISBN 978-0-7603-0152-4.